# Fascisme
Het fascisme (Italiaans: fascismo) is een extreme vorm van autoritair nationalisme en militarisme en is antidemocratisch, anticommunistisch, antiliberaal en antiparlementair. Het fascisme wordt als extreemrechts gezien binnen het politieke links-rechts spectrum.
Het is een politiek stelsel dat onder meer werd ingesteld in Italië van 1922 tot 1943. In diezelfde periode van 1933 tot 1945 in Duitsland bloeide ook onder het bewind van Adolf Hitler en zijn partij de NSDAP het nationaalsocialistische bewind op, wat vaak met het fascisme in bredere zin vergeleken wordt. Het is gebruikelijk dat bij de toepassing van het fascisme er een partij of persoon alle macht neemt. In fascistische naties werd vaak door middel van partijmilities in uniform, massademonstraties, extreem nationalisme, het zoeken van publieke vijanden, nadruk op nationale frustraties en verheerlijking van de leider geprobeerd om het volk tot een nationale eenheid te smeden.
Fascisme in strikte zin is Italiaans en omvat niet het Duitse nationaalsocialisme, dat een andere maatschappijopvatting heeft met minder corporatisme. Toch worden beide stromingen – het nationaalsocialisme en het eigenlijke fascisme – vaak samen aangeduid met fascisme.
In Italië was het fascisme aan de macht van 1922 tot 1943, onder leiding van Benito Mussolini, die zich Il Duce (de leider) liet noemen. Heden ten dage heeft het de betekenis gekregen van een regeringssysteem dat op dat van Mussolini lijkt, met andere woorden een systeem dat de natie boven het individu stelt, met als uitvloeisel een in zo'n systeem legitiem gebruik van geweld, moderne propagandatechnieken en censuur om politieke tegenstand de kop in te drukken en daarmee het bestaan van het systeem te waarborgen. Vaak worden in een dergelijk systeem de economie en de sociale maatschappij verregaand van bovenaf gecontroleerd en gereglementeerd, waarbij nationalisme wordt omhelsd.
De term fascisme is afkomstig van de eerste door Mussolini opgerichte groepering (1919), de Fasci di Combattimento. Het Italiaanse fascio kan bundel betekenen in de zin van een politieke groepering. Ook is er verwantschap met de Latijnse term fasces cum securibus, het Oud-Romeinse symbool van autoriteit (een bundel roeden om een bijl heen, waarvan het blad uitsteekt) en het recht om straf uit te delen. Ambtsdragers in het oude Rome kregen een aantal lictoren, naargelang hun ambtelijke status, toegewezen die zulke roedenbundels voor hem uitdroegen. Het fascistische bewind verwees veelvuldig naar de gloriedagen van het Romeinse Rijk. De filosofische grondlegger van het fascisme is Giovanni Gentile.

## Definitie
Het begrip fascisme is niet eenduidig te definiëren. Het is een complex en gevarieerd verschijnsel dat moeilijk beknopt is te omschrijven. Toch heeft het fascisme een aantal basiskenmerken die het onderscheiden van andere politieke stromingen:
1. Het fascisme is de tegenstander van zowel de traditioneel linkse als rechtse politieke partijen.[8][9]
2. Het fascisme minacht eigentijdse conservatieve instellingen.[8][9]
3. Het fascisme vereert militarisme, machtsvertoon en het gebruik van geweld.
4. Het fascisme kent een autoritaire structuur met aan het hoofd daarvan een leider aan wie charismatische eigenschappen worden toegeschreven.
5. Het fascisme streeft naar de instelling van een politieke dictatuur.
6. Het fascisme streeft naar een totalitaire staat – de volledige controle over het maatschappelijk leven en de sociale en culturele organisaties.
7. Het fascisme is extreem nationalistisch.
8. Het fascisme pleit voor een continue strijd om de eigen natie te kunnen doen overleven te midden van andere staten.
9. Het fascisme berust in hoofdzaak op de maatschappelijke middenklasse.
10. Het fascisme streeft naar sociale eenheid van de populatie en de opheffing van alle bestaande klassen- en belangentegenstellingen.
11. Op economisch gebied pleiten veel fascisten voor corporatisme, alsmede een door de staat geleide economie. De overheid bemoeit zich intensief met de economie en het bedrijfsleven met als doel om alle publieke en private middelen aan te wenden om (intern)nationale doelen te bereiken.

De Amerikaanse historicus Robert Paxton kwam na comparatief onderzoek tot de volgende begripsbepaling van fascisme: "een vorm van politiek gedrag dat gekenmerkt wordt door een obsessieve zorg voor het verval van de gemeenschap, vernedering of slachtofferschap, en door een compenserende cultus van eenheid, vitaliteit en zuiverheid, waarin een op de massa steunende partij met toegewijde nationalistische militanten, in een ongemakkelijke maar efficiënte samenwerking met traditionele elites, afstand doet van democratische vrijheden, en met bevrijdend geweld en zonder ethische of wettelijke beperkingen binnenlandse zuivering en buitenlandse expansie nastreeft."
Soms wordt een onderscheid gemaakt tussen Fascisme met hoofdletter en fascisme zonder hoofdletter, waarbij Fascisme verwijst naar de oorspronkelijke Italiaanse politieke stroming en fascisme naar stromingen die op het Italiaanse fascisme lijken.

## Geschiedenis
In de 19e eeuw was het nationalisme opgekomen, onder meer onder invloed van de Franse Revolutie en de verbetering van de communicatiemogelijkheden. Rond 1900 kwamen in Europa de eerste bewegingen op die een uitlaatklep wilden bieden voor onvrede, maar niet socialistisch waren, eerder nationalistisch. Zij werden nog niet fascistisch genoemd, maar meestal iets als nationaalsyndicalistisch. Ze zouden waarschijnlijk door de geschiedenis vergeten zijn geraakt als de Eerste Wereldoorlog niet was uitgebroken. Na de Eerste Wereldoorlog kwamen miljoenen veteranen terug van het front. Zij konden in de gewone maatschappij vaak niet meer aarden en raakten meestal ook werkloos. Grenzen waren opnieuw getrokken, waardoor miljoenen ineens als minderheid in een ander land kwamen te wonen. Veel Italianen vonden bovendien dat Italië voor de honderdduizenden doden en de torenhoge oorlogsschuld te weinig had teruggekregen. Daarnaast had de oorlog een economische crisis tot gevolg. Velen zochten hun heil in communisme of propageerden uit angst hiervoor een autoritair nationalistisch regime dat de problemen kon oplossen.
In maart 1919 vormde de socialist Benito Mussolini in Milaan met de Fasci di Combattimento de sansepolcrismo, de voorloper van het fascisme. Deze beweging was samengesteld uit knokploegen van veteranen, en beweerde de orde te willen herstellen en Italië te geven waar het recht op had. In 1919 bezette Gabriele D'Annunzio de stad Rijeka en vormde daar de eerste fascistische samenleving, het Italiaans Regentschap Carnaro genaamd. De stad werd corporatistisch georganiseerd, het leidersprincipe werd ingevoerd en Italianen die tegenstribbelden werden verplicht wonderolie te drinken, Slovenen en Kroaten werden verdreven of gedood. De Fasci di Combattimento werd uiteindelijk een politieke partij onder de naam Partito Nazionale Fascista (1921). In 1922 werd Mussolini met steun van koning Victor Emanuel III premier. Mussolini kon nu heel Italië naar D'Annunzio's voorbeeld omvormen tot een fascistische staat, door achtereenvolgens de andere politieke groeperingen (socialisten, liberalen, katholieken) buitenspel te zetten.
Het regime kwam soms in een kwaad daglicht te staan (zie de moord op Matteotti), maar veel Europeanen zagen heil in sterke autoritaire staten. In de jaren 1920-1923 was Europa in chaos gedompeld. Er was behoefte aan orde en tucht en dit boden de fascisten. Indien mogelijk met liefde, indien nodig met geweld, aldus Mussolini. Bovendien werd in het fascisme een bescherming tegen het communisme gezien. En volgens Mussolini's propaganda zou het werken in Italië: de treinen reden op tijd heette het – een weerlegde mythe. In grote delen van Europa werden autoritaire op fascisme lijkende regimes geïnstalleerd. In de jaren 1930 won het fascisme nog meer aan kracht door de crisis en door het maatschappelijk tij dat van de losse jaren 1920 naar autoriteit was teruggekeerd. Italië kreeg in internationale zaken een belangrijke stem in het kapittel. In 1933 kwam bovendien de NSDAP in Duitsland aan de macht. En de Japanse militairen dachten over veel zaken precies hetzelfde als de fascisten. In de escalatie van de spanning riep Stalin de communisten op tot samenwerking met andere groepen om het fascisme een halt toe te roepen.
Na de Tweede Wereldoorlog kwam het fascisme in een ideologisch isolement terecht. Fascistische groeperingen raakten overal ter wereld in diskrediet. Mussolini werd in 1943 afgezet en in 1945 vermoord. De oorlogsmisdaden van de Duitse nationaalsocialisten en de Japanse overheid, met wie de Italiaanse fascisten zich hadden verbonden in het Driemogendhedenpact, zorgden voor een definitieve bezoedeling van het Italiaanse fascisme.

## Ideologie
Op ideologisch vlak kan het fascisme worden ontleed in twee componenten: rationeel versus irrationeel.

### Rationeel
In rationele zin verkondigt het fascisme de staat als het kernstuk van zijn doctrine. Voor de fascistische ideologen is de staat geen verzameling van individuen, maar een zelfstandig organisme van hogere orde, een macht, die alle vormen van zedelijk en verstandelijk leven van de mens samenvat en in zich verenigt. Deze staat is totalitair in de zin, dat hij de wil en het verstand van ieder individu omvat. In deze staatsconceptie bezitten alle individuen en groepen wel een eigen functie, maar afzonderlijk geen levensvatbaarheid. Hun bestaan krijgt slechts zin en waarde door de staat, zodat Mussolini kon verklaren alles in de staat, niets tegen de staat, niets buiten de staat.
De fascistische staat is ook absoluut van aard, omdat hij als autonome persoonlijkheid met eigen waarde en eigen doel elk individueel bestaan en alle particuliere belangen aan zich ondergeschikt maakt en de normen van zijn gedrag in zichzelf vindt. Daarom kan de staat zijn gezag ook niet ontlenen aan de individuen (bijvoorbeeld als gevolg van verkiezingen), maar slechts aan zichzelf. Het gezag is het onaantastbaar bezit van de staat. De staat is in deze zin de eenheid van geest en wil van het volk, die niet gevormd wordt door de gezamenlijke individuen of een meerderheid van hen, maar door de elite. Dat verklaart waarom in het fascisme een grote betekenis wordt toegekend aan de hiërarchie.
Het fascisme vervangt de rechtsstaat – immers slechts de speelbal der individuen – door de machtsstaat. Het gezag wordt niet gevormd van onderop, maar van bovenaf opgelegd. Slechts de elite is ertoe in staat inzicht in de superieure doeleinden van de staat te verwerven. Aldus werd de fascistische staat volgens streng hiërarchische beginselen ingericht, waarbij alle leiding uitging van de ultieme leider, die als dictator alle verantwoordelijkheid en macht droeg. Deze leider werd geassisteerd door de door hem gekozen ondergeschikten. Uiteraard werd daartoe ook de scheiding der machten – de trias politica – verworpen en een complete suprematie gegeven aan de uitvoerende macht.
In overeenstemming met deze ideologie werden ten slotte ook de politieke partijen ontbonden en de fascistische partijstaat ingevoerd. Aangezien de individuen slechts bestonden in staatsverband, werden ook alle persoonlijke vrijheden – zoals de vrijheid van meningsuiting en van vergadering – opgeheven.
De totalitaire staat van het fascisme is niet tevreden met slechts het geven van leiding in politieke aangelegenheden. Daarom wordt ook de gehele beroepsbevolking georganiseerd in corporaties. Dit corporatisme beoogde de tegenstellingen der verschillende klassen weg te nemen en te verzoenen. In tegenspraak met de traditionele opvatting over corporaties als lichamen met zelfstandige rechts- en handelingsbevoegdheid, waren de fascistische corporaties echter zuivere staatsorganen zonder rechtspersoonlijkheid. Voorts betekent het begrip corporatieve staat in fascistische zin niet, dat de staat in handen kwam van de corporaties, maar dat de corporaties instrumenten werden in handen van de staat.
Volgens de fascistische opvattingen dient het volk zich niet in te laten met de politiek, doch slechts met de eigen beroepsuitoefening. De politieke bemoeienis is het privilege van de elite. De gewone burgers vormen zo het productieleger, dat zorg moest dragen voor een zo hoog mogelijke nationale productie, die als één grote onderneming wordt georganiseerd en ingelijfd bij de staat. Slechts de staat was bij machte alle economische en sociale tegenstellingen te overwinnen en de eenheid van alle corporaties te verwezenlijken. Daarom dienen alle corporaties ondergeschikt te zijn aan de staat.

### Irrationeel
De fascistische ideologie is niet uitsluitend rationeel van karakter. Als reactie op de rationalistische en positivistische levensbeschouwing van de 18e en 19e eeuw en in overeenstemming met zijn vitalistische oorsprong wordt de fascistische leer ook in sterke mate gekenmerkt door irrationele elementen. Ondanks alle verstandelijke constructies, die later aan zijn ideologie ten grondslag werden gelegd, bleef het fascisme in eerste instantie gedreven worden door irrationele motieven. Het stelde de intuïtieve schouwing van het geheel tegenover de logische analyse, avontuur en gevaar tegenover veiligheid, de wilde worsteling tegenover de 'gezapige' vrede, de daad tegenover de redenering, de held tegenover de denker, de macht en het geweld tegenover het recht en ten slotte de mythe tegenover de wetenschap. Het fascisme pretendeert ook niet slechts een politieke beweging te zijn, maar ook een spirituele revolutie. Voor de fascist is de wereld niet de materiële wereld, die aan de oppervlakte verschijnt.
Tegenover de stelsels van het materialisme en het positivisme plaatst het de geest op de voorgrond. Daarom diende het leven van de fascist niet gericht te zijn op het egoïstische en momentane genoegen, maar moest hij zich belast weten met een zending van plicht, offer en ontbering, teneinde aldus een leven te veroveren, dat hem waardig was.
Zo noemde Mussolini het fascisme een religieuze conceptie, die de mens beschouwt in zijn betrekking tot een hogere wet, een objectieve wil, die boven het individu uitstijgt en het opvoedt tot de waardigheid van lid van een geestelijke gemeenschap. Daarom werd het fascisme ook verkondigd als een geloof. Slechts een geloof kon, aldus Mussolini, inspireren tot de verhevenheid van denken en handelen, die sommigen van zijn adepten hadden bereikt. De onbewijsbare dogma's van het fascisme kunnen weliswaar beredeneerd worden, maar slechts de gelovige overgave zou de inspiratie kunnen verschaffen om de fascistische doelstellingen te bereiken.
In dit verband speelt ook mythe een voorname rol. Dit is een poëtisch verhaal dat niet op het verstand, maar op het gevoel en de verbeelding gericht is en geen redelijk antwoord wenst te geven op de laatste vragen. Zo wordt de mythe gepropageerd als een pseudogodsdienst, die de fascistische denkbeelden en praktijken de wijding moeten geven van een nieuwe heilsleer. Als zodanig doen de mythe van de staat en de leider in brede kringen opgeld, waarbij de Duce als halfgod in de rol van verlosser kon poseren.
Hieronder volgen een aantal algemene nadere ideologische trekken van fascisme, hoewel dit per land kan verschillen. Zo bevat fascisme in veel gevallen racisme, maar niet altijd. Ook onder andere het leidersprincipe, sociaal darwinisme en de houding jegens religie en de persoonlijke vrijheden kunnen verschillen. Bepaalde elementen kunnen ook in andere ideologieën voorkomen en niet alle ideologieën die onderstaande principes nastreven, noemen of noemden zichzelf fascistisch.

### Leidersbeginsel
Het fascisme legt een sterke nadruk op hiërarchie. De groep, collectief of natie gaat altijd boven het belang van het individu. Lager geplaatsten hebben kritiekloos te gehoorzamen aan hun superieuren. Orde, tucht en gehoorzaamheid staan voorop. Superieuren hebben hierdoor een onbeperkte bevoegdheid, maar zijn zelf onvoorwaardelijke gehoorzaamheid verschuldigd aan de leiders die weer boven hen staan. Wanneer een leider zwak of corrupt was, zou een sterkere of rechtschapener leider hem mogen afzetten en vervangen, zoals een roedel wolven of leeuwen ook zwakkere mannetjes liet afstoten door sterkere. Op deze wijze werd het gebrek aan controle gecompenseerd. Uiteraard paste een democratische besluitvorming niet in dit model: dit was alleen maar vertragend geleuter volgens de meeste fascisten. Fascistische landen en organisaties zijn meestal piramidaal gestructureerd met één sterke man aan het hoofd. Vaak kennen leiders van fascistische dictaturen zichzelf de titel leider toe. Zo noemde Benito Mussolini zich il Duce, Adolf Hitler der Führer, Ante Pavelić poglavnik en Ion Antonescu Condoctor.

### Nationalisme
Fascisme is sterk nationalistisch getint. Er wordt sterke nadruk gelegd op nationale symbolen, geschiedenis en tradities. De natie staat immers boven het individu, en als de natie erop vooruitgaat, gaan ook alle individuen erop vooruit. Daarnaast wordt de eigen cultuur als superieur aan andere verheerlijkt. In veel gevallen bevatte fascisme ook racistische elementen. Dit leidt tot xenofobie, en in sommige gevallen tot pogroms, massavervolgingen, deportaties en agressie jegens buurlanden.
Veel fascisten stellen bovendien dat hun land een slachtoffer is van vijandige groeperingen, die het land in een deplorabele staat hebben gebracht. Fascisten houden dergelijke groepen verantwoordelijk voor alles wat er mis is in het land, en zijn dus van mening dat ze koste wat kost onschadelijk gemaakt moeten worden. Vaak voorkomende zondebokken zijn Joden, mensen met een donkere huidskleur, Roma, vrijmetselaars, communisten, homoseksuelen, gehandicapten, pacifisten, moslims, vluchtelingen, asielzoekers en Jehova's getuigen.

### Populisme
Fascistische dictaturen kennen vaak een zeer ver doorgedreven vorm van populisme. Het is voor fascistische leiders niet alleen voldoende dat een volk gehoorzaamt, het moet zich ook nog eens voor honderd procent inzetten voor de goede zaak. Het concept van de totale oorlog past dan ook goed bij het fascisme, de gehele samenleving zet zich in voor hetzelfde doel. Behalve als ondersteuning van de macht dient het volk voor fascisten vaak ook als legitimering voor de macht: het hele volk zet zich in voor het fascisme, dus dat betekent dat men goed bezig is.

### Economie
Op economisch gebied pleiten veel fascisten voor corporatisme, alsmede een door de Staat geleide economie waarin vooral het belang van de kleine boeren, de nationale arbeider en de lokale middenstand vooropgesteld worden. Vaak bemoeit de overheid zich intensief met de economie en het bedrijfsleven. De klassenstrijd van Karl Marx werd verworpen en er werd getracht zowel communisme als kapitalisme te bestrijden door met de Staat klassensamenwerking en planmatige economische structuur in te voeren. Mussolini zelf was in zijn vroegste periode een tijdlang marxist, waarvan hij zich later distantieerde. Mussolini's beleid verwees echter naar verschillende premarxiaanse socialistische beleidsmodellen met betrekking tot de economie. Volgens Friedrich Hayek is het fascisme niet alleen uitgesproken antiliberaal, antikapitalistisch, maar vooral zeer collectivistisch van aard.

### Vrijheden
Voor vrijheid van meningsuiting, privacy en een aantal andere vrijheden is meestal geen plaats. Mediacensuur en willekeurig optreden van de overheid zijn niet slechts aan de orde van de dag, maar worden gewoon acceptabel gevonden. Godsdienst was in veel gevallen een uitzondering: veel katholieke fascisten presenteren zich als vrome gelovigen en beschermers van de christelijke normen en waarden tegen losbandigheid en communisme. Bovendien is het geloof vaak onderdeel van de nationale identiteit. Zolang de Kerk zich niet met politiek inliet worden geestelijken en gelovigen met rust gelaten. De Kerk steunde het bewind vaak uit angst voor het goddeloze communisme, en verkrijgt in ruil hiervoor meestal een geprivilegieerde positie. Dit betekende aan de andere kant wel dat er voor een andere religieuze stroming dan de dominante (in Italië de rooms-katholieke kerk) weinig plaats meer was. 

### Normen en waarden
Oude normen, waarden en tradities werden gecombineerd met doorvoeren van het leidersbeginsel tot in de kleinste details van de samenleving. Het gezin was erg belangrijk, waarin een traditionele rolverdeling werd gepropageerd. Lang was de vader de kostwinner en familiehoofd, terwijl de moeder voor de kinderen diende te zorgen en het huishouden moest doen. Het krijgen van veel kinderen werd aangemoedigd terwijl homoseksualiteit, feminisme en deelname van vrouwen aan het arbeidsproces sterk werden afgekeurd. Jongetjes dienden met typisch jongensspeelgoed (autootjes, tinnen soldaatjes) te spelen en op te groeien tot mannen die een gezin konden stichten en indien nodig de wapens konden opnemen. Meisjes dienden met meisjesspeelgoed (poppen) te spelen en zich voor te bereiden op de taak van moeder en huisvrouw. Sociaal darwinisme speelde in veel facetten van het leven nog steeds een rol: de sterkere mocht de zwakkere uit de weg ruimen en een slechte leider mocht in theorie desgewenst afgezet worden. Normaal gesproken was een meerdere echter gehele gehoorzaamheid verschuldigd. Geweld was daarbij een middel om dit af te dwingen: zo beweerde Mussolini Beter één dag een leeuw dan honderd jaar een lam (eigenlijk schaap). Italiaanse fascistische kunst beeldde vaak de oorlog uit als onderdeel van het dagelijks leven. Van geweld en oorlog zou een mens beter, sterker en slimmer worden. Knokpartijen werden door de meeste fascisten dan ook niet geschuwd en als normaal gezien.

## Fascisme in relatie tot andere stromingen
Daar het fascisme meer een beweging dan een omlijnde ideologie was, is het een bijzonder diffuus begrip. Het wordt dan ook vaak vergeleken met andere politieke stromingen, waarbij zowel opvallende overeenkomsten als verschillen te onderscheiden zijn.

### Fascisme en nationaalsocialisme

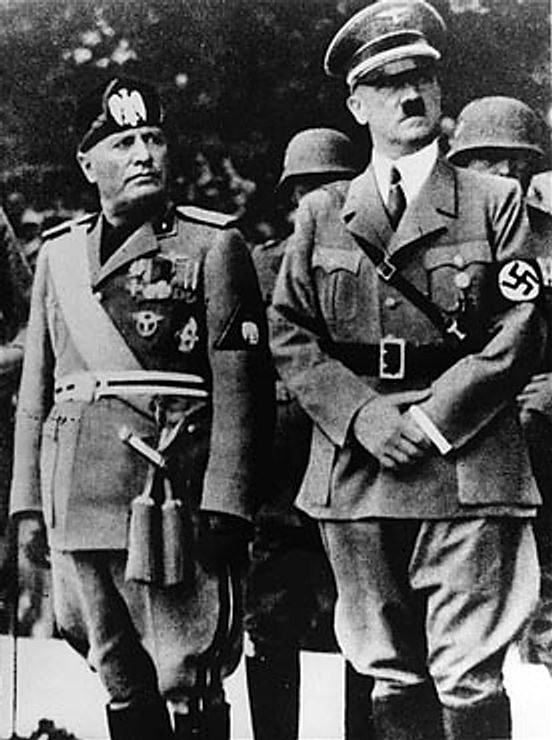
Mussolini en Hitler

Het nationaalsocialisme (nazisme), oorspronkelijk ontstaan uit volks-nationalistische (völkische) bewegingen in Zuid-Duitsland en Oostenrijk, wordt vaak als een vorm van fascisme gezien. Hitler heeft veel van de fascistische economische ideeën en principes overgenomen, maar verschilde op verschillende punten ook sterk van het Italiaanse, originele fascisme. Veelal worden nationaalsocialisme en fascisme derhalve van elkaar onderscheiden vanwege het feit dat nationaalsocialisme zich veel meer richt op etniciteit en rassenstrijd dan het originele fascisme. Nationaalsocialisme zou dan gezien kunnen worden als een combinatie van fascisme en racisme, met daarnaast aanvankelijk een sterker premarxiaans socialistisch element. In het Italiaanse fascisme bestond tot het einde van de jaren 1930 overigens geen specifieke afkeer van Joden op raciale gronden. In de beginjaren van het Italiaanse fascisme waren er zelfs enkele Joden, onder wie Margherita Sarfatti, een maîtresse van Mussolini, fascistisch. Dit gold tevens voor de vroege Nederlandse NSB, die aanvankelijk ook een aantal Joodse leden telde, maar uiteindelijk onder invloed van Meinoud Rost van Tonningen en de NSDAP antisemitisch werd. Een ander verschil was dat nationaalsocialisme zich sterker tegen de Kerk richtte: waar deze door de fascisten als deel van de nationale identiteit werd gezien en in zekere mate beschermd, vervolgden de nazi´s niet-coöperatieve geestelijken en dwongen ze de kerken tot absolute gehoorzaamheid. Binnen het nationaalsocialisme gingen sommigen (bijvoorbeeld Himmler) zelfs nog verder en propageerden een modern heidendom.

### Fascisme en communisme
Fascisme en communisme worden als de uiteinden van het politieke spectrum gezien. De communistische ideologie houdt een radicalisering in van de klassenstrijd, de fascistische ideologie kent daarentegen de klassencollaboratie (Sergio Panunzio), het samenwerken van proletariaat en bourgeoisie. Beide kennen dan ook een gezamenlijke traditie van wederzijdse haat. Fascistische vergaderingen werden verstoord door communisten en vice versa. Aanhangers van beide partijen bestreden elkaar op alle mogelijke manieren. Kreeg een van hen regeringsmacht, dan aarzelde deze niet te proberen om de andere groep uit te roeien.
Veel stalinistische leiders propageerden het nationalistische socialisme in één land (Gheorghe Gheorghiu-Dej), of racisme. Omgekeerd bestond ook binnen de NSDAP een stroming die socialistische denkbeelden aanhing. Hiervan waren Gottfried Feder, de gebroeders Otto en Georg Strasser en Röhm de bekendste vertegenwoordigers; na de Nacht van de Lange Messen was hun rol in het nazisme echter uitgespeeld.
Door deze paradox is zelfs het denkbeeld ontstaan dat fascisme of nationaalsocialisme en communisme zouden kunnen fuseren. Hieruit is het nationaal-bolsjewisme in de jaren 1990 in Rusland ontstaan, een politieke ideologie die zowel nazi- als communistische elementen vertoont, en waarvan het logo en de vlag gelijkenissen vertonen met zowel die van het Derde Rijk als die van de Sovjet-Unie: een hamer en sikkel op een witte cirkel met een rode achtergrond. Weliswaar is het idee ouder dan de jaren 1990, maar de Russische nationaalcommunisten zijn de eersten die dit via een zelfstandige politieke partij onder die naam uitdragen. De aanhang omvat vooral jongeren en extreemlinkse en -rechtse randfiguren en bezit geen enkele politieke macht.
De ontstaansgeschiedenis en basis van het communisme en fascisme zijn fundamenteel verschillend geweest. Het communisme had zijn oorsprong in de arbeidersbeweging, een traditie waar het fascisme (ondanks de naam van sommige fascistische partijen) weinig mee te maken had. Robert O. Paxton en Primo Levi hebben er bijvoorbeeld op gewezen dat, hoewel ze beide regimes zonder meer misdadig en weerzinwekkend noemen, de redenen waarom fascisme en stalinisme hun vijanden doodden fundamenteel verschillend zijn. De slachtoffers van het stalinisme werden vermoord als klassenvijanden, een eigenschap die, hoewel in de praktijk vaak willekeurig gebruikt, in principe veranderbaar is. Doelwitten van het fascisme behoorden echter al vanaf hun geboorte tot een verkeerde groep met geen enkele mogelijkheid dat te veranderen. Ook beargumenteert Paxton dat de moordpartijen onder het stalinisme van bovenaf zijn georkestreerd, terwijl het in het fascisme niet ongebruikelijk was dat gewone burgers zodanig werden opgehitst dat ze het recht in eigen hand namen en uit eigen beweging tegenstanders vermoordden.
Daarnaast zijn er ook communisten die van mening zijn dat vergelijkingen tussen het fascisme en communisme alleen worden gemaakt om – in het kader van de Koude Oorlog – die laatste stroming in diskrediet te brengen. Communisten beschouwen fascisme als het laatste redmiddel van het kapitalisme. Wanneer het kapitalisme in verval raakt en de arbeidersklasse een bedreiging vormt voor de bourgeoisie, wordt fascisme ingezet. Het fascisme onderdrukt het verzet van de arbeiders en behoudt de macht van de kapitalistische klasse. 

### Fascisme en autoritair conservatisme
Vaak worden autoritair conservatieve regimes ook fascistisch genoemd, met name door hun tegenstanders. Voorbeelden van zulke regimes zijn het Spanje van Francisco Franco, het Portugal van António Salazar, het Argentinië van Juan Perón, het Roemenië van Ion Antonescu, Vichy-Frankrijk en het Chili van Augusto Pinochet. Veel politicologen maken echter een onderscheid tussen autoritair conservatisme en fascisme. Een belangrijk kenmerk van conservatisme is dat conservatieven de situatie vaak zo veel mogelijk bij het oude laten, terwijl fascisten in zeker zin revolutionair zijn, en ze de samenleving overhoop willen gooien. Verder willen fascisten de macht zo veel mogelijk centraliseren (bij staat, leider of partij), terwijl conservatieven belang hechten aan maatschappelijke organisaties (bijvoorbeeld kerken) met een onafhankelijke positie.
Op het snijvlak van fascisme en autoritair conservatisme bevinden zich het klerikaal fascisme en het falangisme. Een belangrijke vertegenwoordiger van het klerikaal fascisme is de Oostenrijker Engelbert Dollfuss, die een conservatieve dictatuur vestigde, maar veel elementen overnam van het fascistische Italië. Het falangisme was tijdens de Spaanse Burgeroorlog een belangrijke fractie binnen het nationalistische factie van Francisco Franco, die bovendien steun ontving van het fascistische Italië en nazi-Duitsland. Na de oorlog drong hij de macht van de Falange Española echter sterk terug, en begon zijn regime meer een autoritair conservatieve dictatuur te worden, waarin ook het traditionalistisch Carlisme aan invloed won. Hierover bestaan verschillende interpretaties. Volgens sommige auteurs is Franco nooit een fascist geweest en leunde hij slechts maar op Hitler en Mussolini (en rechtse Ierse en Amerikaanse vrijwilligers) om de Spaanse Burgeroorlog te kunnen winnen van de republikeinen. Volgens anderen was hij wel degelijk een fascist, maar deed hij zich na de oorlog voor als een autoritair conservatief om niet hetzelfde lot te ondergaan als Mussolini en Hitler. Franco werkte tijdens de Tweede Wereldoorlog wel actief mee met nazi-Duitsland om duizenden Sefardische Joden, die zich in de door Duitsland bezette gebieden bevonden, te laten deporteren naar concentratiekampen. Als bevriend regime, bood Hitler Franco aan deze Spaanse Joden naar Spanje uit te wijzen. Franco sloeg dit aanbod af en liet tegelijkertijd hun bezittingen overdragen aan de Spaanse staat.

### Fascisme en Latijns-Amerikaans populisme
Gelijktijdig met de opkomst van het fascisme in Europa kwamen in Latijns-Amerika verschillende regimes op die in ieder geval sterk populistisch waren en ook fascistische trekken vertoonden. Juan Perón in Argentinië bijvoorbeeld, cultiveerde een sterke persoonlijkheidscultus en liet zich El Conductor (de bestuurder) noemen, een benaming die vergelijkbaar is met Il Duce voor Mussolini. Perón schakelde socialistische en communistische organisaties uit en toonde tijdens de Tweede Wereldoorlog aanvankelijk sympathie voor de asmogendheden. Getúlio Vargas' Brazilië kende een gelijkwaardig regime. In 1937 voerde hij zijn Estado Novo in, gebruikmakend van een vermeende communistische samenzwering, en zocht hij toenadering tot nazi-Duitsland, wat onder andere leidde tot de uitlevering van een aantal politieke vluchtelingen aan Duitsland. Zowel Perón als Vargas richtte de economie van hun land grotendeels corporatistisch in, en braken de macht van de oligarchie. Vergelijkbare leiders waren Carlos Ibáñez del Campo, die in Chili de traditionele liberalen en conservatieven opzij schoof en de macht greep met behulp van Perón en Chileense fascisten, dr. Arnulfo Arias, de Sturmbannführer Mittelamerikas, in Panama en Maximiliano Hernández Martínez, die een boerenopstand aangreep om in El Salvador de macht over te nemen en een nationalistisch en racistisch regime in te voeren.
Desalniettemin vertoonden al deze regimes ook grote verschillen met het Europese fascisme. In geen enkele van de hierboven genoemde landen, met uitzondering van El Salvador, heeft bijvoorbeeld een grootscheepse vervolging van tegenstanders plaatsgevonden, laat staan genocide. Verder hadden de persoonsculti van de populistische leiders veel eerder hun oorsprong in inheemse en Spaanse tradities, dan in het fascisme. Opvallend is ook dat de Latijns-Amerikaanse populisten beduidend minder negatief tegenover het feminisme en gelijke rechten voor vrouwen stonden dan de Europese fascisten. Vargas, Perón en Arias voerden in hun landen zelfs het vrouwenkiesrecht in, en Peróns echtgenote Evita had een openbare rol die in een authentiek fascistische staat ondenkbaar zou zijn. Ten slotte werden de bewegingen in Latijns-Amerika die wel openlijk fascistisch of nationaalsocialistisch waren, vervolgd. De Braziliaanse integralisten van Plínio Salgado bijvoorbeeld, hoopten op de steun van Vargas, maar na diens machtsovername werd de integralistische beweging verboden en vervolgd. De nacionalistas in Argentinië en de Chileense nazi's ondervonden een vergelijkbaar lot. Veel historici zien het Latijns-Amerikaanse populisme dan ook als een autonome ontwikkeling, waarbij de leiders zich meer door de uiterlijkheden dan door de inhoud van het fascisme hebben laten inspireren.

## Fascisme in de wereld
- Albanië – Albanese Fascistische Partij (later Albanese Nationaal-Socialistische Partij)
- Australië: New Guard
- België – Léon Degrelle, DeVlag, Staf Declercq, Rex, Vlaamsch Nationaal Verbond, Nationaal Legioen, José Streel
- Brazilië – integralisme, Plínio Salgado
- Bulgarije – Bogdan Filov, Aleksandar Tsankov
- Canada – Canadian Union of Fascists, Parti National Social Chrétien (later National Unity Party)
- Chili – Jorge González von Marées, Nationaalsocialistische Beweging van Chili
- China – Groenhemden[bron?]
- Denemarken – Frits Clausen
- Duitsland – Nationaalsocialisme, Adolf Hitler
- Egypte – Groenhemden
- El Salvador – Maximiliano Hernández Martínez
- Estland – Andres Larka
- Finland – Lapua-beweging, IKL, Rolf Witting
- Frankrijk – Jacques Doriot, Parti Populaire Français, Marcel Déat, Légion des Volontaires Français, Croix de Feu, Parti Social Français, Solidarité Française, Blauwhemden
- Hongarije – Pijlkruisers, Ferenc Szálasi, Gyula Gömbös
- Ierland – Blauwhemden
- Irak – Golden Square
- Italië – Benito Mussolini, Galeazzo Ciano, Farinacci, Achille Starace, Carlo Scorza, Dino Grandi, Movimento Sociale Italiano, Giorgio Almirante, Zwarthemden
- Japan – Kersenbloem Genootschap
- Kroatië – Ustašabeweging, Ante Pavelić
- Mexico – Goudhemden, generaal Nicolás Rodríguez Carrasco, Nationaal Synarchistische Unie, Salvador Abascal
- Nederland – Fascisme in Nederland, Zwart Front, Arnold Meijer, Jan Baars, Algemeene Nederlandsche Fascisten Bond, Nationaal-Socialistische Beweging, Anton Mussert
- Noorwegen – Vidkun Quisling, Nasjonal Samling
- Panama – Acción Comunal, Panameñistische Partij
- Oostenrijk – Heimwehr, austrofascisme, Ernst von Starhemberg, Walter Pfrimer, Emil Fey, Anton Rintelen, Arthur Seyss-Inquart
- Portugal – Rolão Preto, Nationaal-Syndicalistische Beweging, António de Oliveira Salazar
- Roemenië – Horia Sima, IJzeren Garde, Corneliu Zelea Codreanu, Ion Antonescu
- Rusland – Konstantin Rodzajevski, Russische Fascistische Partij, Russische Fascistische Organisatie, Anastasi Vonsiatski
- San Marino – Partito Fascista Sammarinese
- Slowakije – Andrej Hlinka, Jozef Tiso
- Spanje – José Antonio Primo de Rivera, Falange Española, Ramón Serrano Suñer, Ramiro Ledesma Ramos, Juntas de Ofensiva Nacional Sindicalista, generaal Francisco Franco
- Tsjecho-Slowakije – generaal Gajda
- Turkije – Partij van de Nationalistische Beweging, Grijze Wolven
- Verenigd Koninkrijk – Oswald Mosley, British Union of Fascists
- Verenigde Staten van Amerika – American Nazi Party, Ku Klux Klan, National Socialist Party of America, European American Education Association, German-American Bund, Aryan Nations, Aryan Brotherhood, Creativity Movement (voormalige "World Church of the Creator"), American Fascist Movement, Zilverhemden
- Zuid-Afrika – Ossewabrandwag, John Vorster, Gryshemde
- Zweden – Nationalsocialistska arbetarpartiet]
- Zwitserland – Nationaal Front

## Neofascisme
Neofascisme is het fascisme van na de Tweede Wereldoorlog. Neofascistisch heten groeperingen wier ideologie vergelijkbaar is met, of geworteld is in, het fascisme van de jaren 1930. Meerdere Europese landen kennen sinds de jaren zeventig van de twintigste eeuw een zichtbaar neofascisme, vanuit ondergronds georganiseerde groepen als het Engelse Combat 18 of de Duitse NSDAP-AO. De Russische adviseur van Vladimir Poetin, Aleksandr Doegin is een voorbeeld van een neofascist die het eurazianisme predikt, een neofascistische stroming die streeft naar een groot Russisch rijk.

## Als scheldwoord
In veel landen worden de woorden fascisme of fascist als scheldwoord gebruikt, of als een beschuldiging dat iemand zich overheersend gedraagt, soms zelfs gewoon naar conservatief. Dit is een verglijding van het woordgebruik en heeft niets te maken met ideologie en daden van het fascisme. Ook wordt het gebruikt als verwijzing naar het kapitalisme, zoals in communistische staten als de DDR die zich een antifascistische staat noemde, liever dan antinationaalsocialistisch. De Rote Armee Fraktion noemde de democratische Bondsrepubliek fascistisch. Na de val van het naziregime droegen onderliggende structuren in West-Duitsland nog jarenlang fascistische trekken; ambtelijke diensten, leger, politie, onderwijscorps, rechterlijke macht e.d. werden deels nog door dezelfde mensen bezet als onder Hitler. De staatsstructuur was echter democratisch. Veel antifascistische organisaties hanteren eveneens een definitie van fascisme die veel breder is dan wat de meeste historici en politicologen onder fascisme verstaan. Een vergelijkbaar gebruik van het woord fascisme is het islamofascisme, dat door sommige commentatoren gebruikt wordt om naar islamitisch fundamentalisme of moslimextremisme te verwijzen. De Nederlandse politicus Geert Wilders noemde de Koran een fascistisch boek.
George Orwell was een van de eersten die de uitholling van het begrip ter sprake bracht. Datgene wat niet wenselijk wordt geacht, wordt fascistisch genoemd. Degenen die zichzelf fascist zouden noemen, zouden dat kunnen doen op basis van het Fascistisch manifesto.